# Syncalathium disciforme
Syncalathium disciforme là một loài thực vật có hoa trong họ Cúc. Loài này được (Mattf.) Ling miêu tả khoa học đầu tiên năm 1965.